# Hosea Gear

a Compétitions nationales et continentales officielles uniquement.

b Matchs officiels uniquement.
Dernière mise à jour le 18 mai 2023.
Hosea Gear, né le 16 mars 1984 à Gisborne, est un international néo-zélandais de rugby à XV évoluant au poste d'ailier ou de centre.

## Biographie
Maori d'origine, Hosea Gear est le frère de Rico Gear qui est également international néo-zélandais de rugby à XV. Il joue dans le National Provincial Championship avec North Harbour de 2003 à 2004 avant de rejoindre Wellington. Il dispute neuf matchs de Super 12 en 2005 avec les Hurricanes et cinq matchs de Super 14 en 2006. Il fait partie de l'équipe de Nouvelle-Zélande des moins de 19 ans (2003) et des moins de 21 ans (2004-2005). Il joue avec l’équipe des Māori de Nouvelle-Zélande, notamment en 2006 dans le cadre de la Churchill Cup de rugby à XV. Il fait ses débuts comme titulaire avec l'équipe de Nouvelle-Zélande le 1er novembre 2008. En 2012, il rejoint les Highlanders.

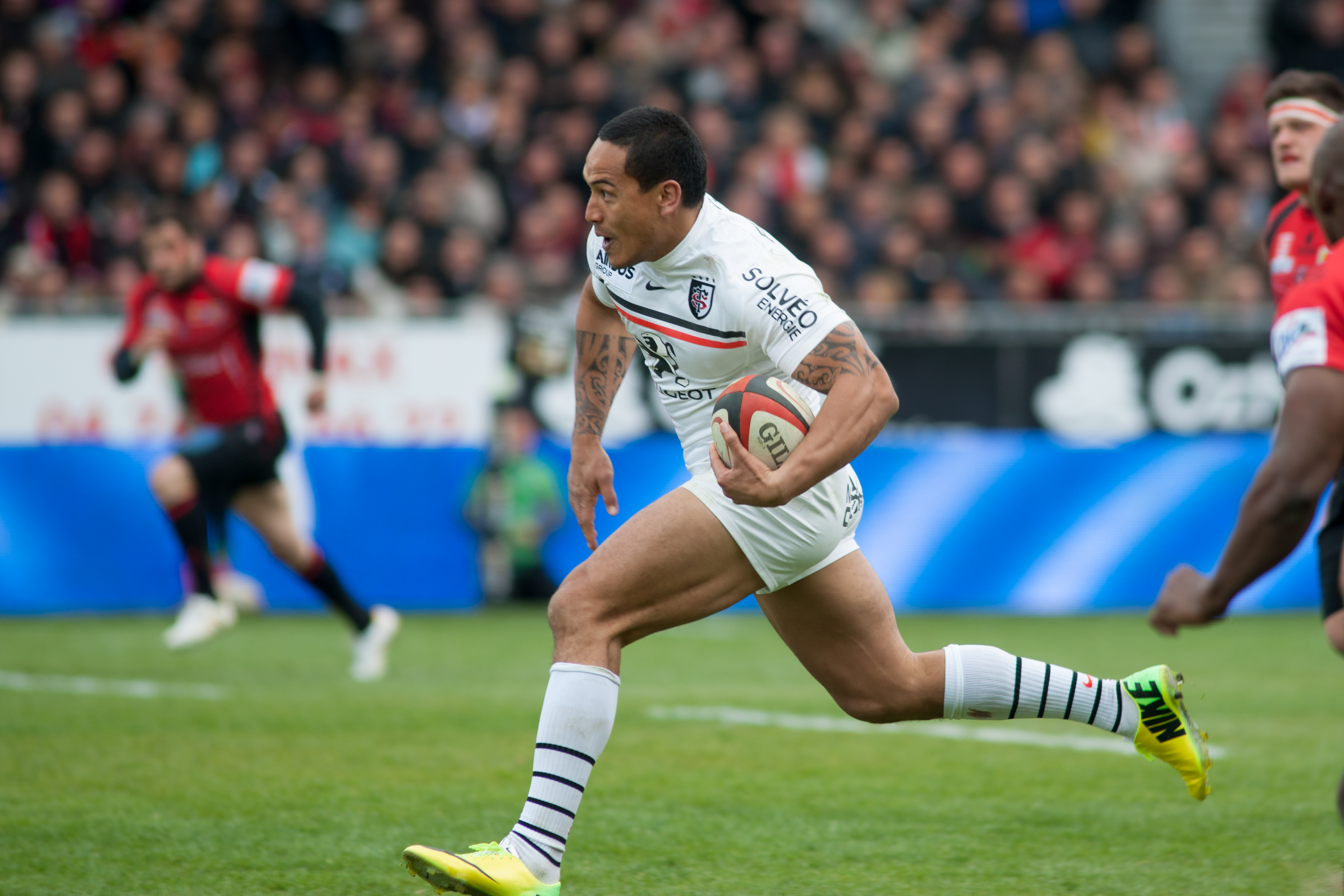
Hosea Gear avec le Stade toulousain en 2014.

Il signe avec le Stade toulousain en mai 2013 en tant que joker médical de Vincent Clerc. Il quitte ce dernier club à la fin de la saison 2013-2014 après une défaite à domicile contre le Racing Métro 92 en marquant notamment un essai.
Il a joué pour le club japonais des Honda Heat en 2014 avant de rejoindre les Chiefs pour la fin de saison 2015.
Le 15 juin 2015, sa signature pour deux ans à l'ASM Clermont Auvergne est annoncée par le club. Le 27 décembre 2016, il quitte Clermont et s'engage avec Lyon en tant que joueur supplémentaire jusqu'à la fin de la saison.
Le 10 juillet 2017, il s'engage avec le RC Narbonne en deuxième division pour une durée de deux saisons puis s'engage en 2018 en Fédérale 1 au Céret sportif en tant qu'entraîneur des trois-quarts.

## Palmarès

### En équipe nationale
- Vainqueur du Rugby Championship en 2012 avec la Nouvelle-Zélande

## Statistiques
Au 23 septembre 2024, Hosea Gear compte 14 cape en équipe de Nouvelle-Zélande, dont 13 en tant que titulaire, depuis le 1er novembre 2008 contre l'équipe d'Australie à Hong Kong. Il inscrit 6 essais (30 points).
Avec les All Blacks, il a participé à trois éditions du Rugby Championship, en 2009, 2011 et 2012. Il dispute six rencontres dans cette compétition.